# إبراهام كاري
إبراهام كاري هو سياسي أمريكي، ولد في 19 فبراير 1815 في Trenton, New York ‏ في الولايات المتحدة، وتوفي في 19 أكتوبر 1873 في كارسون سيتي في الولايات المتحدة.